# ドリーム (岩崎宏美の曲)
「ドリーム」は、1976年11月5日にリリースされた岩崎宏美の7枚目のシングル。発売元はビクター音楽産業。

## 概要
岩崎は表題曲「ドリーム」で、第9回日本有線大賞・有線スター賞を受賞した。

## 収録曲
- 両楽曲共に、作詞：阿久悠／作曲・編曲：筒美京平

1. ドリーム（3分25秒）
2. スイート・スポット（3分34秒）